# 려자
려자(黎姿, Gigi Lai, Lai Chi, 1971년 10월 1일 ~)는 홍콩의 배우이자 가수이다.

## 주요 이력
중화인민공화국 광둥 성 장먼 시 신후이 구에서 출생하였고 지난날 한때 일가족과 함께 마카오에서 잠시 유아기를 보낸 적이 있으며 5세 시절 일가족과 함께 홍콩으로 이주한 라이는 TVB와 계약하였고 그녀는 2008년 10월 은퇴했다. 홍콩 매체에선 보통 그녀에게 미의 여신(Goddess of Beauty, 愛美神)이란 애칭을 붙인다.

## 생애
라이는 홍콩 영화계의 아버지로 알려진 여만위(Lai Man-Wai)의 손녀이다. 그녀의 아버지는 청각장애를 갖고 있다. 그녀의 가족이 파산했을 때, 영국에 있는 남동생의 교육과 가족들의 부양을 위한 돈을 벌기 위해 그녀는 14살의 나이에 엔터테이먼트 산업에 뛰어들었다. 라이는 가수로써 커리어를 시작했고 1990년대 중국어와 광동어로 된 여러장의 앨범을 냈다.
그녀의 연기 경력 초반에, 라이는 외부에 보여지는 캐릭터를 거부했다. 하지만 후에 그녀는 "가볍고 어린애같은 이미지"를 극복했고 호평받는 역할들을 아우르기 시작했다. 그녀는 금지욕얼(War and Beauty)로 2004 TVB 최고 여배우상을 수상했다. 라이는 또한 고혹자 시리즈(Young and Dangerous)를 포함한 여러 영화에서도 연기했다. 주광보기(The Gem of Life)가 방영 시작되고, 라이는 2007년 교통사고로 크게 다친 남동생의 일을 맡는데 집중하기 위해서 은퇴한다고 발표했다.
2008년, 라이는 사업가 패트릭 마와 결혼했다. 그녀의 첫 번째 아이를 가졌다는 루머가 있었지만, 라이는 후에 그녀의 임신에 대한 루머를 묵살했다.
2010년 3월, 라이는 그녀가 쌍둥이를 임신했음을 밝혔고, 2010년 7월 25일 쌍둥이 여자 아이들을 낳았다.

## 출연작

### 드라마
- 1990 동거삼인조 同居三人組 (우정출연客串)
- 1991 노해고홍 怒海孤鴻 (정가보 程家寳)
- 1992 용적천공 龍的天空 (탁아원 卓雅媛)
- 1992 도패 賭霸 (락가기 駱嘉琪)
- 1992 용영협 龍影俠 (동지군 童芷君)
- 1992 아애아찰소 我愛牙擦蘇 (묘주妙珠(이대매李大妹))
- 1993 무존소림(소림풍운) 武尊少林(少林風雲) (단목교 端木嬌)
- 1993 천륜 天倫 (당가기 唐可琪)
- 1994 열화광분 烈火狂奔 (감설매 甘雪梅)
- 1996 O기실록2 O記實錄2 (방소방 方小芳)
- 1999 천하유정지아복전 天下有情之阿福傳 (무력 武力)
- 2000 의천도룡기 倚天屠龍記 (조민 趙敏)
- 2001 신초류향 新楚留香 (소용용 蘇蓉蓉)
- 2001 육소봉2봉무구천 陸小鳳2之鳳舞九天 (한령 韓鈴)
- 2002 흑야채홍 黑夜彩虹 (임애미Amy Lam 林艾美Amy Lam)
- 2003 봉무향라 鳳舞香羅 (해당 海棠)
- 2004 금지욕얼 金枝欲孽 (옥영 玉瑩)
- 2004 수호무간도 水滸無間道 (만봉련 苗海棠)
- 2005 봉무향라 鳳舞香羅 (묘해당 苗海棠)
- 2005 묘수인심3 妙手仁心III (잠아청 岑雅晴(Frances))
- 2005 연지수분 胭脂水粉 (축명혜 祝明蕙)
- 2006 화무황사 火舞黃沙 (계명봉 計明鳳)
- 2007 정판교 鄭板橋 (왕일저 王一姐)
- 2007 사의인생 寫意人生 (임지화 任芝華)
- 2007 통천간탐 通天幹探 (황정형 黃晶瑩)
- 2008 주광보기 珠光寶氣 (강아동 康雅瞳(Constance))

### 영화
- 1985 개심귀방서가 開心鬼放暑假 (중학학생 中學學生)
- 1986 오룡대강정 (석려지)
- 1986 비약령양 (하보아)
- 1990 옥중룡 獄中龍 (송소혜 宋小慧)
- 1991 야생활녀왕하저전기 (임불회)
- 1991 표저니완야 (부림달)
- 1991 인귀신 (응홍)
- 1993 의천도룡기 倚天屠龍記 (주지약 周芷若)
- 1994 증인 (Jackie)
- 1995 95 천장지구 - 신변연인 (Moon)
- 1996 고혹자지인재강호 (蘇阿細／細細粒)
- 1996 고혹자2지맹룡과강 (蘇阿細／細細粒)
- 1996 고혹자3지척수차천 (蘇阿細／細細粒)
- 1996 괴담협회 (진약한 Mill)
- 1996 용호발란가 (아의)
- 1997 97가유희사 97家有喜事 (Gigi)
- 1997 호정개천 (비비)
- 1997 구련기 (Mini)
- 1997 맹귀통소배주니 (소운)
- 1997 십일정연 (려리)
- 1998 당두두추녀자 (아려지)
- 1998 구성보희 九星報喜 (아향 阿香)
- 1998 향향제일흉댁 (아지 Gigi)
- 1998 풍류삼장사 (Angela)
- 1999 심원의마 (Cindy)
- 1999 음향로6지흉주간 (홍의녀귀)
- 1999 산촌로시 (Cissy)
- 1999 호담협정 (류안니)
- 2000 생사권속 (칠홍)
- 2000 왕각가두 (아월)
- 2000 흑혈 (Celene)
- 2000 제복유혹2지지하법정 (탁해란)
- 2000 소리비도지비도외전 (설아)
- 2000 왕각적천공3지종극변연 (하소지 Gigi)
- 2000 고혹자6승자위왕 ()
- 2000 연전충승 (Sandy)
- 2000 Q기련인 (Eliza)
- 2000 Bad Boy특공 (細細粒)
- 2001 인체병도 (Diana)
- 2002 변검미정 (Wendy)
- 2002 산촌로시3지악령전신 (정당)
- 2003 천사사신 (Coco)
- 2003 1:99전영행동：등운도 (미인)
- 2003 무면황제 (Gigi)
- 2009 유랑한세계배 (社工,Amanda Liu)